# Historische Wegweiser in Oberhaching

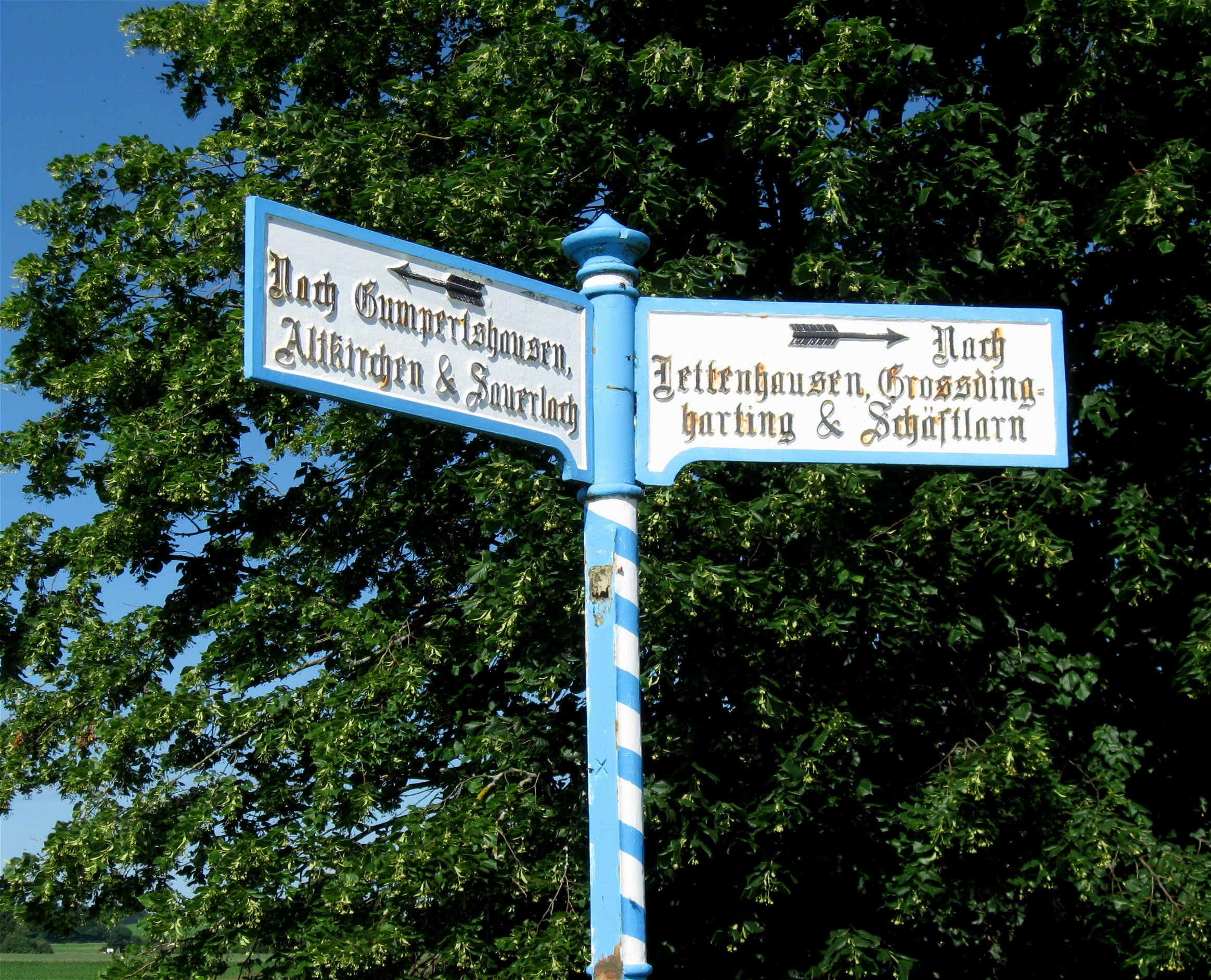
Historischer Wegweiser in Gerblinghausen

In einigen Ortsteilen der oberbayerischen Gemeinde Oberhaching stehen historische Wegweiser, die als Baudenkmäler in die Bayerische Denkmalliste eingetragen sind.

## Beschreibung
Die aus der Zeit um 1860 bis 1870 stammenden Wegweiser stehen in den Ortsteilen, die früher gemeinsam die Gemeinde Oberbiberg gebildet hatten, die 1978 in die Gemeinde Oberhaching eingegliedert wurde. Die Masten der Wegweiser bestehen aus Gusseisen und sind blau gestrichen, in ihrem Mittelteil in weiß-blauen Schrägbändern. Jeder Mast trägt ein oder zwei rechteckige weiße Schrifttafeln, auf denen je ein schwarzer Pfeil in die Richtung der auf der Tafel angegebenen Ziele zeigt. Die Schrifttafeln sind blau umrandet und mit schwarzer Frakturschrift beschriftet.
In Jettenhausen und Kreuzpullach trägt je einer der Masten zusätzlich ein Ortsschild, das außer dem Namen des Ortes auch seine Zugehörigkeit zu der Gemeinde Oberbiberg, zum Bezirksamt, Amtsgericht und Rentamt Wolfratshausen und zum Hauptmeldeamt München angibt.

## Übersicht
| Standort              | Wegweiser                                                                                   | Denkmal-Nr.   | Anmerkungen | Bild                                     |
| --------------------- | ------------------------------------------------------------------------------------------- | ------------- | --- | ---------------------------------------- |
| Gerblinghausen (Lage) | Nach Jettenhausen                                                                           | D-1-84-134-26 | am nordwestlichen Ortsrand am Streicherweg an der Abzweigung des Wegs nach Jettenhausen                                  | Wegweiser in Gerblinghausen              |
| Gerblinghausen (Lage) | Nach Gumpertshausen, Altkirchen & Sauerlach Nach Jettenhausen, Großdingharting & Schäftlarn | D-1-84-134-27 | südlich des Orts an der Dietramszeller Straße bei der Straßenabzweigung nach Gumpertshausen                              | Wegweiser in Gerblinghausen              |
| Jettenhausen (Lage)   | Nach Kreuz- und Ödenpullach                                                                 | D-1-84-134-30 | bei Haus Nr. 1 an der Abzweigung des Wegs nach Kreuzpullach stand ehemals in Oberbiberg und wurde nach 1988 ausgetauscht | Wegweiser in Jettenhausen                |
| Jettenhausen (Lage)   | Nach Großdingharting & Schäftlarn Nach Oberbiberg & Sauerlach                               | D-1-84-134-31 | bei Haus Nr. 5 an der Abzweigung des Wegs nach Großdingharting mit Ortsschild Jettenhausen                               | Wegweiser und Ortsschild in Jettenhausen |
| Jettenhausen (Lage)   | Nach Ebertshausen                                                                           | D-1-84-134-32 | gegenüber Haus Nr. 19 an der Abzweigung des Wegs nach Ebertshausen                                                       | Wegweiser in Jettenhausen                |
| Jettenhausen (Lage)   | Nach Gerblingshausen & Altkirchen Nach Deining & Wolfratshausen                             | D-1-84-134-33 | gegenüber Haus Nr. 9 an der Abzweigung des Wegs nach Gerblingshausen                                                     | Wegweiser in Jettenhausen                |
| Kreuzpullach (Lage)   | Nach Deisenhofen & München Nach Ödenpullach, Großdingharting & Schäftlarn                   | D-1-84-134-38 | nördlich von Haus Nr. 12 an der Abzweigung des Wegs nach Jettenhausen mit Ortsschild Kreuzpullach                        | Wegweiser und Ortsschild in Kreuzpullach |
| Kreuzpullach (Lage)   | Nach Oberbiberg & Sauerlach Nach Jettenhausen                                               | D-1-84-134-39 | südlich von Haus Nr. 12 an der Abzweigung des Wegs nach Oberbiberg                                                       | Wegweiser in Kreuzpullach                |
| Oberbiberg (Lage)     | Nach Sauerlach Über Endlhausen nach Dietramszell und Tölz                                   | D-1-84-134-48 | Dietramszeller Straße Ecke Stauchartinger Weg                                                                            | Wegweiser in Oberbiberg                  |
| Oberbiberg (Lage)     | Nach Kreuzpullach, Deisenhofen & München                                                    | D-1-84-134-49 | Kreuzpullacher Weg Ecke Jettenhauser Straße stand ehemals in Jettenhausen und wurde nach 1988 ausgetauscht               | Wegweiser in Oberbiberg                  |
| Ödenpullach (Lage)    | Nach Großdingharting & Schäftlarn Nach Deisenhofen & München                                | D-1-84-134-51 | im Ort | Wegweiser in Ödenpullach                 |
| Ödenpullach (Lage)    | Nach Kreuzpullach & Oberbiberg                                                              | D-1-84-134-53 | im Ort | Wegweiser in Ödenpullach                 |